# Domitia aenea
Domitia aenea là một loài bọ cánh cứng trong họ Cerambycidae.